# Riho Sakamoto
Riho Sakamoto (jap. 坂本 理保, Sakamoto Riho; * 7. Juli 1992 in Tochigi) ist eine japanische Fußballspielerin.

## Karriere

### Verein
Sie begann ihre Karriere bei Urawa Reds, wo sie von 2011 bis 2014 spielte. Sie trug 2014 zum Gewinn der Nihon Joshi Soccer League bei. 2015 folgte dann der Wechsel zu AC Nagano Parceiro.

### Nationalmannschaft
Mit der japanischen U-20-Nationalmannschaft qualifizierte sie sich für die U-20-Weltmeisterschaft der Frauen 2012.
Sakamoto absolvierte ihr erstes Länderspiel für die japanischen Nationalmannschaft am 30. Juli 2017 gegen Australien.

## Errungene Titel
- Nihon Joshi Soccer League: 2014